# En allegori över Venus och Amor
En allegori över Venus och Amor, ibland benämnd Venus, Amor, Dårskapen och Tiden, är en oljemålning av den italienske konstnären Agnolo Bronzino. Den målades cirka 1545 och ingår sedan 1860 i samlingarna på National Gallery i London.
Bronzino var en av manierismens ledande porträttmålare, men han målade även allegorier. Detta verk är ett av Bronzinos mest komplexa och gåtfulla som troligen influerats av Petrarcas kärlekspoesi. Giorgio Vasari beskrev verket som en mångsidig allegori över den sensuella njutningen och de många okända faror som lurar under ytan. Målningen har getts olika moraliska budskap, bland annat kopplat till syfilis. Bronzino var vid tidpunkten hovmålare hos Cosimo I de' Medici i Florens. Troligen var det han som beställde målningen som en gåva till kung Frans I av Frankrike.
Målningen skildrar kärleksgudinnan Venus, identifierbar på det guldäpple hon fått av Paris, som stjäl en pil från sin son Amors koger samtidigt som hon kysser honom på läpparna. Amor smeker Venus bröst och besvarar hennes kyss samtidigt som han försöker stjäla hennes krona. 
Övriga gestalter personifierar är Glömskan, Tiden, Svartsjukan, Bedrägeriet och Dårskapen. Glömskan, med ett förskräckt och masklikt ansikte, tycks vilja dra ett blått draperi över Venus och Amor för att dölja deras incestuösa beteende, men hindras av den bevingade Tidens kraftfulla arm som känns igen på timglaset på hans rygg. Till vänster ses den förtvivlade Svartsjukan som är ett av få inslag som förstör den på ytan glättiga stämningen. Till höger erbjuder Bedrägeriet en honungskaka och Dårskapen är på väg att strö rosenblad över scenen. Längst ner till höger ligger ett par ansiktsmasker som påminner om att skenet kan bedra.  